# Chiesa dei Santi Martiri (Legnano)
La chiesa dei Santi Martiri è un luogo di culto cattolico di Legnano.
Ultimata nel 1910, è diventata chiesa parrocchiale il 24 maggio 1911. È dedicata ai santi Sisinnio, Martirio e Alessandro (noti come i "Santi Martiri") che secondo la tradizione sarebbero apparsi alle milizie della Lega Lombarda nel giorno della battaglia di Legnano (29 maggio 1176). Il territorio della parrocchia potrebbe infatti essere stato teatro della prima fase della famosa battaglia.

## Storia

Piazza del Popolo e, sullo sfondo, la chiesa dei Santi Martiri in un'immagine di inizio XX secolo

L'idea di costruire una chiesa parrocchiale nella zona dell'Oltrestazione nacque nel 1890. Tra le varie localizzazioni possibili, alla fine la scelta cadde sul quartiere Mazzafame (il nome deriva dalla fertilità del terreno, che "ammazzava la fame" nei periodi di carestia). All'epoca questo rione, ad esclusione della zona lungo la via Novara, non era molto abitato, anche se era in costante espansione. Nel gennaio 1904 un comitato di cittadini acquista dunque dal signor Ferrario un terreno di 3 267 mq sulla via Novara per la costruzione del nuovo tempio e pone una enorme croce di legno. La posa della prima pietra avvenne il 4 settembre 1904; la costruzione della chiesa in stile neo-romanico, a spese della popolazione locale, fu affidata all'architetto sacerdote Enrico Locatelli e terminò nel 1910. Fu consacrata dal Cardinal Ferrari il 19 settembre 1910 ed eretta in parrocchia su decreto dello stesso Arcivescovo il 24 maggio 1911..
A cavallo del XIX e del XX secolo, a Legnano, si ridestò l'interesse per i fatti collegati alla battaglia di Legnano. Alla fine, questa passione sfociò nell'inaugurazione, nel 1900, del monumento al Guerriero di Legnano. Come ulteriore tributo a questi fatti militari, venne deciso di intitolare la nuova chiesa ai cosiddetti "Santi Martiri", cioè Sisinnio, Martirio e Alessandro, le cui reliquie erano custodite nella basilica di San Simpliciano di Milano. In questa basilica meneghina erano anche custoditi i resti dell'arcivescovo di Milano Ariberto da Intimiano, che diede ai comuni della Lega Lombarda una croce esortandoli alla lotta contro Federico Barbarossa.

## La chiesa e le opere artistiche
La facciata dell'edificio religioso, modificata nel 1953, è in cotto con elementi in marmo bianco. La chiesa è a tre navate divise da una fila di colonne. Le due navate laterali sono più piccole di quella centrale. Il campanile è in stile moderno.
Di pregevole fattura sono la croce in ferro dell'altare maggiore, il coro e l'organo a canne di stagno. Alla destra del transetto sono presenti dei quadri raffiguranti la Via Crucis. Nell'altare di destra Matteo Meneghini ha affrescato una pala che rappresenta i tre santi collocati su uno sfondo raffigurante un volo di angeli in un cielo nuvoloso. Il paesaggio dello sfondo ricorda la val di Non, dove furono martirizzati i tre santi. Ai fianchi di questo altare sono collocate due lastre in pietra dove sono elencati i fedeli della parrocchia deceduti al fronte della prima e della seconda guerra mondiale, oltre che le municipalità coalizzate nella Lega Lombarda.